# Винарје (Словенска Бистрица)
Винарје (словен. Vinarje) је насељено место у општини Словенска Бистрица, Подравска регија, Словенија.

## Историја
До територијалне реорганизације у Словенији било је у саставу старе општине Словенска Бистрица.

## Становништво
У попису становништва из 2011. године, Винарје је имало 245 становника.
| Број становника према пописима | Број становника према пописима | Број становника према пописима |
| ------------------------------ | ------------------------------ | ------------------------------ |
| 1991                           | 2002                           | 2011                           |
| 219                            | 233                            | 245                            |

Напомена: Године 2017. извршена је мала размена територија између насеља Окошка Гора и Уговец (Оплотница) и Винарје, Гладомес и Фошт (Словенска Бистрица).